# M'hamed Ababu
Mohammed Ababu —en árabe امحمد أعبابو, Imḥamad Aʿbābū— (Bourd, provincia de Taza, 1938 -  Rabat, 10 de julio de 1971) fue un oficial de las Fuerzas Armadas Reales de Marruecos. Junto con el general Mohammed Madbuh y su hermano Mohammed organizó un golpe de Estado contra el rey Hasán II el 10 de julio de 1971.

## Biografía
Mohammed Ababu era director de la Escuela militar de oficiales de Ahermumu. En 1971, actuando bajo sus órdenes, unos 1.200 cadetes de la escuela tomaron el palacio real de verano en Sjirat donde se realizaba una recepción diplomática para celebrar el cumpleaños del rey. Personalidades extranjeras y marroquíes fueron puestas bajo vigilancia o huyeron por el paseo marítimo próximo. Se informó de que aproximadamente 100 invitados, funcionarios, agentes y cadetes murieron en circunstancias confusas. Posteriormente se dijo que Ababu y los otros oficiales habían dicho a los jóvenes cadetes que estaban actuando para proteger el rey Hasán II contra los rebeldes. Inicialmente, las únicas tropas leales presentes en el palacio eran los guardias ceremoniales, que junto al rey se refugiaron en un pabellón anejo.
Ababu murió el día del golpe de Estado, durante un intercambio de ráfagas con las tropas reales, dirigidas por el general Bouhali, que había llegado al palacio para rescatar el rey. Se informó que Ababu solo estaba herido en este choque, pero que había pedido a un compañero de conspiración que le disparara para no ser capturado vivo.
Mohammed Ababu tenía dos hermanos en el ejército; Mohammed (4 años mayor) con el que coorganizó el intento de golpe de Estado y que moriría en la prisión en 1976; y un hermano menor llamado Abdelaziz Ababu, que también murió durante el golpe de Estado.